# Château de Chevigney
Le château de Chevigney, dit aussi le Chapître, est une maison située à Neuville-les-Dames, en France.

## Localisation
La maison est située dans le département français de l'Ain, sur la commune de Neuville-les-Dames.

## Historique
L'édifice est inscrit au titre des monuments historiques en 1980.